# 柃木粉蝨
柃木粉蝨（学名：Massilieurodes euryae）为粉蝨科麻粉蝨屬下的一个种。